# Ula (vattendrag i Belarus)
Ula (vitryska: Ула) är ett vattendrag i Belarus.   Det ligger i voblasten Vitsebsks voblast, i den norra delen av landet, 180 km nordost om huvudstaden Minsk.
I omgivningarna runt Ula växer i huvudsak blandskog. Runt Ula är det glesbefolkat, med 18 invånare per kvadratkilometer.